# Libero Novara
Libero Novara (Spinetta Marengo, 23 dicembre 1923 – Alessandria, febbraio 1988) è stato un calciatore italiano, di ruolo centrocampista.

## Carriera
Ha esordito con l'Alessandria nella stagione 1941-1942, nella quale ha giocato 2 partite nel campionato di Serie B 1941-1942; ha vestito la maglia dei Grigi anche nella stagione 1942-1943, nella quale ha giocato 9 partite senza mai segnare in Serie B ed una partita in Coppa Italia, e nel 1944 nel Campionato Alta Italia, in cui ha giocato 6 partite senza mai segnare. In seguito nella stagione 1946-1947 ha giocato in Serie C con la Monregalese, mentre nella stagione 1947-1948 ha segnato 7 reti in 18 presenze nella medesima categoria con l'Agrigento, con cui ha poi trascorso due stagioni in Promozione (il massimo livello dilettantistico dell'epoca). Nelle stagioni 1950-1951 e 1951-1952 ha invece giocato rispettivamente 30 e 29 partite in Serie C con la Nissena, con cui ha poi giocato in Prima Divisione nella stagione 1952-1953.